# Lill-Mjöträsket
Lill-Mjöträsket är en sjö i Kalix kommun i Norrbotten och ingår i Kalixälvens huvudavrinningsområde.